# TAC (予備校)
TAC株式会社（タック、英: TAC CO.,LTD.）は、資格取得の専門予備校の運営会社である。各種国家試験等合格を目指す。

## 概要
本社所在地は東京都千代田区。東京証券取引所スタンダード市場に上場している。国内に直営校を23校と提携校15校を有する。
毎月、公認会計士を始めとする資格取得や求人情報内容が記載されている「TACNEWS」が発行されている。有料ではあるが、受講生は無料で入手できる（受講料に含まれている旨が記載されている）。内容は、会計業界を中心とした多くの経営者とのインタビューをはじめ、各校舎の紹介や講座情報が多い。また、同校OBで公認会計士でもある山田真哉の小説も連載されている。
2009年9月1日に、競業の早稲田セミナー（Wセミナー）運営事業について、大日本印刷の子会社である株式会社早稲田経営出版より事業譲受をし、引き継いでいる（詳しくは、早稲田セミナー#TACへの事業譲渡を参照）。
2010年3月期では、公務員分野の売上が対前年度比90％の伸びを示した。現在では、財務・会計分野、経営・財務分野に次ぐ売上を誇っている。

## 沿革
- 1980年（昭和55年）12月10日 - 斎藤博明が株式会社東京アカウンティングセンターを母体として、東京都千代田区神田神保町に東京アカウンティング学院株式会社を設立。
- 1988年（昭和63年）3月 - 商号をタック株式会社に変更。
- 1993年（平成5年）9月 - 本社を東京都千代田区三崎町に移転。
- 2001年（平成13年）5月 - 人材ビジネスを目的とする株式会社TACプロフェッションバンク（現・連結子会社）を設立。
- 2001年（平成13年）10月 - JASDAQに公開。
- 2002年（平成14年）6月 - 商号をTAC株式会社に変更[3]。
- 2003年（平成15年）1月 - 東京証券取引所第二部に移籍。
- 2004年（平成16年）3月 - 東京証券取引所第一部銘柄に指定。
- 2008年（平成20年）2月 - 株式会社LUCAを設立。
- 2009年（平成21年）9月1日 - 大日本印刷の子会社である株式会社早稲田経営出版（2代目）から、資格取得支援事業（早稲田セミナーの運営）と出版事業を事業譲受[4]。同日、出版事業について、完全子会社の株式会社早稲田経営出版（3代目）に事業譲渡。
- 2011年（平成23年）
  - 4月 - 株式会社TACグループ出版販売（現・連結子会社）を設立。
  - 8月 - 中国大連市に太科信息技術（大連）有限公司（現・連結子会社）を設立。
- 2012年（平成24年）
  - 5月 - 株式会社プロフェッションネットワーク（現・連結子会社）を設立。
  - 12月 - 株式会社TAC総合管理（現・連結子会社）を設立。
- 2013年（平成25年）5月 - 株式会社オンラインスクール（現・連結子会社）を設立。
- 2014年（平成26年）
  - 6月 - 株式会社医療事務スタッフ関西及び株式会社クボ医療を買収（両社とも現・連結子会社）。
  - 12月 - 株式会社TAC医療を設立。
- 2018年（平成30年）8月 - 上記同社を株式会社TACプロフェッションバンクに吸収合併。
- 2020年（令和2年）8月31日 - 創業者・斎藤博明が逝去（享年69歳）[5]。
- 2021年（令和3年）- 検定教科書事業に参入[6]。

## 歴代社長
| 代 | 氏名     | 期間                  | 備考   |
| -- | -------- | --------------------- | ------ |
| 1  | 斎藤博明 | 1980年12月-2018年10月 | 創業者 |
| 2  | 多田敏男 | 2018年10月-           |        |

## 校舎
各都市の中心部に拠点校を置く傍ら、下記のように大学キャンパスの近くに大学生向けの校舎を置く戦略をとっている。
- 慶應義塾大学 → 日吉校（公認会計士講座）
- 早稲田大学 → 早稲田校（公認会計士講座・公務員講座）

## 簿記チャンピオン大会
- 2023年より年1回の大会としてリニューアル。
- 学校法人立志舎との共催で、日本公認会計士協会が後援を務めている。
- 日商簿記検定試験の予想問題を使用し、各級ごとに得点を競い合う。上位入賞者には表彰あり。
- 全国のTAC各校（一部を除く）および一部の立志舎の校舎にて一斉に開催される。
- 学校（大学、専門学校、高等学校など）に在籍している者であれば誰でも参加でき、2023年現在、年齢制限は設けられていない。ただし、日商簿記検定試験合格級より下位級での参加はできない。

## 不祥事

### 従業員過労死
2010年3月に4ヶ月前に転職したばかりの35歳の従業員（2009年公認会計士試験合格者）が、1ヶ月に125時間13分の残業を行い、急性虚血性心疾患で死亡、その後労災認定された。

### 合格者水増し
TACは、公認会計士講座のパンフレットに「2005年度公認会計士第2次試験 TAC会員合格者数1,079名 合格者に占める割合82.4%」と記載していた。しかし、実際には1,079名には短期講座の受講者等も含まれていた。この問題で公正取引委員会は景品表示法違反（優良誤認）にあたるおそれがあるとしてTACに警告をした。

### 会計専門職大学院設置申請の取り下げ
TACは、会計専門職大学院として「TAC大学院大学」の設置申請をしていたが、同大学の案内パンフレットに法令違反があったため取り下げた。

## 株式関連（2020年3月31日現在）

### 株式の状況
- 会社が発行する株式総数 : 74,000,000株
- 発行済株式総数 : 18,504,000株
- 株主数 : 13,714名
- 所有者別状況

|                    | 金融機関 | 証券会社 | その他法人 | 外国法人等 | 個人・その他 |
| ------------------ | -------- | -------- | ---------- | ---------- | ------------ |
| 株主数             | 17       | 33       | 85         | 43         | 13,536       |
| 所有株式数（単元） | 17,161   | 1,757    | 83,223     | 3,707      | 79,151       |
| 割合               | 9.28     | 0.95     | 44.98      | 2.01       | 42.78        |

### 大株主の状況
| 株主名                                                     | 持株数    | 議決権比率 (%) |
| ---------------------------------------------------------- | --------- | -------------- |
| 株式会社ヒロエキスプレス（創業者・斎藤博明の資産管理会社） | 6,185,500 | 33.43          |
| 株式会社増進会ホールディングス                             | 1,850,400 | 10.00          |
| 日本マスタートラスト信託銀行株式会社（信託口）             | 557,300   | 3.01           |
| TAC社員持株会                                              | 444,800   | 2.40           |
| 鈴政一夫                                                   | 308,600   | 1.67           |
| 小松和史                                                   | 252,300   | 1.36           |
| 日本トラスティ・サービス信託銀行株式会社（信託口５）       | 222,200   | 1.20           |
| 日本トラスティ・サービス信託銀行株式会社（信託口）         | 163,800   | 0.89           |
| 日本トラスティ・サービス信託銀行株式会社（信託口）         | 141,500   | 0.76           |
| 株式会社千葉銀行                                           | 140,000   | 0.76           |

### 株主優待
毎年3月31日及び9月30日現在の株主に対し、優待券を年2回、以下の基準により発行する。
- 所有株式数1,000株以上の株主に対し、一律2枚（10%受講割引券2枚）の優待券を贈呈する。
- 所有株式数100株以上1,000株未満の株主に対し、一律1枚（10%受講割引券1枚）の優待券を贈呈する。

### 雇用の状況
- 連結

| 事業名   | 正社員（人） | 臨時雇用（人） |
| -------- | ------------ | -------------- |
| 個人教育 | 323          | 251            |
| 法人研修 | 129          | 33             |
| 出版     | 50           | 21             |
| 人材     | 29           | 10             |
| 全社     | 52           | 13             |

- 単独

| 正社員（人） | 臨時雇用（人） | 平均年齢（歳） | 平均勤続年数（年） |
| ------------ | -------------- | -------------- | ------------------ |
| 538          | 296            | 42.7           | 12.3               |

### 労働組合
有価証券報告書において、労働組合は結成されていない旨が掲載されている。

## 関連会社
2020年3月時点で連結子会社9社、持分法適用関連会社1社、非連結子会社1社を有する。
- 株式会社TAC総合管理 - 個人教育事業に係る施設業務管理業務等。2012年設立。
- 株式会社オンラインスクール - 完全子会社。個人教育事業のWeb学習アプリの提供。2013年設立。
- 太科信息技術（大連）有限公司 - 完全子会社。個人教育事業の入力代行業務等。2011年設立。
- 株式会社LUAC - 完全子会社。TACの企業研修の受託。
- 株式会社早稲田経営出版 - TAC株式会社の完全子会社。早稲田セミナーの出版事業。
- 株式会社TACグループ出版販売 - TAC株式会社の完全子会社。TAC出版と早稲田セミナーのマーケティング・販売促進等の営業関連業務の代行。2011年4月設立[11]。
- 株式会社TACプロフェッションバンク（代表：新谷和弘） - TAC株式会社の100％子会社。一般労働者派遣事業、有料職業紹介事業を営み、監査法人を始め、会計事務所・税理士事務所や一般企業へ多くの有資格者を輩出している。
- 株式会社医療事務スタッフ関西 - 医科、歯科病院等に対する医療事務派遣事業。2014年買収により子会社化。
- 株式会社クボ医療 - 医科、歯科病院等からの医療事務点検請負事業。2014年買収により子会社化。
- 株式会社プロフェッションネットワーク - 50%出資の持分法適用関連会社。実務家向け出版事業。